# Derek Dougan
Derek Dougan (The Doog), född 20 januari 1938 i Belfast- 24 juni 2007) Codsall , var en nordirländsk fotbollsspelare.
Han spelade för flera klubbar innan han kom till Wolverhampton i mars 1967. I sin ligadebut på Molineux mot Hull City, 25 mars 1967 gjorde han hat-trick (det första av fem hat-tricks för klubben) och fansen tog honom genast till sina hjärtan. Dougan var lagets bästa målskytt under 1967/68, 1968/69 och 1971/72. Under 18 år i ligafotbollen gjorde Derek Dougan 222 mål på 546 ligamatcher. Han gjorde totalt 123 mål på 323 matcher för Wolves. 
Internationellt spelade han 43 landskamper för Nordirland, han spelade även på skolpojkes-, amatör-, ungdoms-, och B-landslagsnivå.
Under tiden hos Wolves var han ordförande i spelarfacket Professional Footballers Association. 
Under senare delen av 70-talet var han manager för Kettering Town FC. 

## Meriter
- Ligacupen, mästare 1974
- Texaco Cup, Mästare 1971
- UEFA-cupen, finalist 1971-1972
- FA-cupen, finalist 1960
- Irish Cup, Mästare 1955-56